# Saizerais
Saizerais és un municipi francès situat al departament de Meurthe i Mosel·la i a la regió del Gran Est. L'any 2007 tenia 1.455 habitants.

## Demografia

### Població
El 2007 la població de fet de Saizerais era de 1.455 persones. Hi havia 520 famílies, de les quals 80 eren unipersonals (48 homes vivint sols i 32 dones vivint soles), 148 parelles sense fills, 252 parelles amb fills i 40 famílies monoparentals amb fills.
La població ha evolucionat segons el següent gràfic:
Habitants censats

### Habitatges
El 2007 hi havia 544 habitatges, 521 eren l'habitatge principal de la família, 2 eren segones residències i 21 estaven desocupats. 496 eren cases i 48 eren apartaments. Dels 521 habitatges principals, 454 estaven ocupats pels seus propietaris, 60 estaven llogats i ocupats pels llogaters i 7 estaven cedits a títol gratuït; 8 tenien dues cambres, 44 en tenien tres, 140 en tenien quatre i 329 en tenien cinc o més. 438 habitatges disposaven pel capbaix d'una plaça de pàrquing. A 188 habitatges hi havia un automòbil i a 288 n'hi havia dos o més.

### Piràmide de població
La piràmide de població per edats i sexe el 2009 era:
| Homes | Edats   | Dones |
| ----- | ------- | ----- |
| 0     | 95 o +  | 0     |
| 0     | 90 a 94 | 4     |
| 4     | 85 a 89 | 8     |
| 8     | 80 a 84 | 0     |
| 24    | 75 a 79 | 20    |
| 12    | 70 a 74 | 16    |
| 12    | 65 a 69 | 24    |
| 32    | 60 a 64 | 36    |
| 28    | 55 a 59 | 32    |
| 44    | 50 a 54 | 44    |
| 40    | 45 a 49 | 44    |
| 48    | 40 a 44 | 40    |
| 44    | 35 a 39 | 48    |
| 56    | 30 a 34 | 60    |
| 52    | 25 a 29 | 32    |
| 48    | 20 a 24 | 44    |
| 60    | 15 a 19 | 32    |
| 36    | 10 a 14 | 40    |
| 68    | 5 a 9   | 56    |
| 32    | 0 a 4   | 24    |

## Economia
El 2007 la població en edat de treballar era de 982 persones, 749 eren actives i 233 eren inactives. De les 749 persones actives 697 estaven ocupades (376 homes i 321 dones) i 52 estaven aturades (24 homes i 28 dones). De les 233 persones inactives 70 estaven jubilades, 107 estaven estudiant i 56 estaven classificades com a «altres inactius».

### Ingressos
El 2009 a Saizerais hi havia 543 unitats fiscals que integraven 1.528 persones, la mediana anual d'ingressos fiscals per persona era de 19.554 €.

### Activitats econòmiques
Dels 28 establiments que hi havia el 2007, 1 era d'una empresa alimentària, 1 d'una empresa de fabricació d'altres productes industrials, 9 d'empreses de construcció, 3 d'empreses de comerç i reparació d'automòbils, 2 d'empreses de transport, 2 d'empreses d'hostatgeria i restauració, 1 d'una empresa d'informació i comunicació, 1 d'una empresa immobiliària, 6 d'entitats de l'administració pública i 2 d'empreses classificades com a «altres activitats de serveis».
Dels 10 establiments de servei als particulars que hi havia el 2009, 1 era un guixaire pintor, 4 fusteries, 2 lampisteries, 1 restaurant i 2 salons de bellesa.
L'any 2000 a Saizerais hi havia 9 explotacions agrícoles que ocupaven un total de 606 hectàrees.

## Equipaments sanitaris i escolars
El 2009 hi havia 1 escola maternal i 1 escola elemental.

## Poblacions més properes
El següent diagrama mostra les poblacions més properes.